# كفر الصالحين البحري
قرية كفر الصالحين البحري هي إحدى القرى التابعة لمركز مغاغة بمحافظة المنيا في جمهورية مصر العربية. حسب إحصاءات سنة 2006، بلغ إجمالي السكان في كفر الصالحين البحري 5003 نسمة، منهم 2737 رجلا و2266 امرأة.